# 薭田神社
薭田神社（ひえたじんじゃ）は、東京都大田区蒲田にある神社である。社格は旧郷社。延喜式内社・薭田神社の論社の一つ。

## 祭神
- 誉田別命、天照大神、武内宿禰命、荒木田襲津彦命、春日大神

## 歴史
この神社は、社伝によれば709年（和銅2年）行基によって創建されたとされる。
延喜式にも記載された古社である。元々は「蒲田神社」であったが、「蒲」の古字が「草冠に補」であり、その字で書いていく内に、いつしか「薭」に書き間違えられ、読みも「ひえたじんじゃ」になったという。

## 文化財
- 大田区指定文化財
  - 石鳥居　など

## 所在地
- 東京都大田区蒲田3-2-10

## 兼務社
- 蒲田八幡神社（本務社）
- 椿神社（宗教法人格なし）
- 御園神社
- 女塚神社
- 北野神社